# Some Kind of Bliss
Some Kind of Bliss è un brano musicale della cantante australiana Kylie Minogue, pubblicato nel 1997 come primo singolo estratto dal suo sesto album, Impossible Princess.

## Classifiche
| Paese (1997)  | Posizione massima |
| ------------- | ----------------- |
| Australia     | 27                |
| Europa        | 24                |
| Estonia       | 15                |
| Grecia        | 7                 |
| Ungheria      | 3                 |
| Italia        | 17                |
| Nuova Zelanda | 46                |
| Russia        | 20                |
| Slovenia      | 36                |
| Regno Unito   | 22                |